# 浄妙寺 (鎌倉市)
浄妙寺（じょうみょうじ）は、神奈川県鎌倉市浄明寺にある臨済宗建長寺派の仏教寺院。正式には稲荷山浄妙広利禅寺（とうかさん じょうみょうこうりぜんじ）と号する。本尊は釈迦如来。開基（創立者）は足利義兼、開山（初代住持）は退耕行勇。鎌倉五山の第五位。鎌倉三十三観音第九番。

## 概要
鎌倉市の東部、市の中心部から横浜市の金沢に抜ける金沢街道沿いにある。境内は南に開けた谷の中央に位置し、西には杉本寺と杉本城址、東は胡桃ヶ谷（くるみがやつ）があり、南に衣張山を望む。
鎌倉五山の第五位の寺院として、かつては広大な寺地を有し、23箇院の塔頭を有していた。現在でも付近一帯の地名を「浄明寺」といい（地名は「妙」の代わりに「明」字を用いる）、住宅団地名にも使用されるなど、その名残を残している。寺には婦人病に霊験のある神とされる淡島明神立像を安置することから、婦人病の祈願所とされている。境内墓地には足利貞氏の墓とされる宝篋印塔がある。

## 沿革
足利義兼による文治4年（1188年）の創建と伝えられる。初めは極楽寺という密教（真言宗）の寺院であったが、建長寺開山蘭渓道隆の弟子、月峯了然（げっぽうりょうねん）が住職となってから禅刹に改め、ついで寺名も足利貞氏の法名をとって浄妙寺と称した。寺名を改称したのは正嘉年間（1257〜1259年頃）とみられる。
- 文治4年（1188年）：極楽寺創建。開山は退耕行勇、開基は足利義兼。
- 建久9年（1198年）：足利義兼は秘蔵の弘法大師筆の荒神・不動の二軸を刻ませた。
- 正治元年（1199年）：源頼朝・足利義兼が没し、北条政子は前年作成の荒神・不動を寺門の右の小高いしげみの「本寂堂」に安置したという。
- 建暦2年（1212年）：源実朝は足利義氏に命じて造営を加え、母北条政子の白檀の弥陀の立像と新造の釈迦像を安置したという。
- 正嘉元年（1257年）～正応元年（1288年）ごろ：蘭渓道隆（建長寺開山）の弟子の月峰了然が住持となって禅宗の寺院となり、「浄妙寺」に改名した。
- 正平6年（1351年）浄妙寺境内の延福寺に足利直義が幽閉される。翌年2月26日急死。
- 延文2年（1357年）：火災。
- 延文3年（1358年）：鎌倉五山第五位の寺とされる。ただし、この時点では未確定。
- 至徳3年（1386年）7月10日：足利義満は鎌倉五山第五位の位次を決定した。寺は最盛期を迎え、塔頭23院を有した。後、火災などで衰微する。
- 応永31年（1424年）：火災。
- 永享10年（1438年）：火災。但し、永享の乱の際に三浦時高が付近に火を放ったことによる推定という。
- 文明18年（1486年）：尭恵は『北国紀行』に「浄妙寺に入りて見るに、台あれて春の草にかたぶき、ひはだ朽ちて苔のみどりにひとし」と記している。
- 宝暦6年（1756年）：仏殿を再建する。

## 境内
- 総門
- 本堂 - 寄棟造、銅板葺（もと茅葺）。平面は方丈形式の六間取りとする。江戸時代中期の建物だが、仏壇周辺などには室町時代の材が用いられている。[3]
- 喜泉庵 - 天正年間（1573 - 1591年）に建立された茶室・喜泉庵を1991年（平成3年）に復興したもの。枯山水庭園があり、有料で茶菓が供される。
- 客殿
- 庫裡
- 開山堂 - 非公開
- 稲荷山 - 寺の裏山で、藤原鎌足が子孫のために「霊鎌」を埋めた地とされ、これが「鎌倉」の地名由来となったという伝承がある。複数ある「鎌倉」の地名由来伝承の一つである。鎌足稲荷神社の小祠がある。参拝者配布の寺略記には、「鎌倉の地名は『鎌埋稲荷明神縁起』によると寺宝の木造藤原鎌足像に由来する」と書かれている[4]。
- 本寂堂 - 浄妙寺鎮護の神であり、かつて足利義兼が発願して北条政子が造らせたとされる源頼義ゆかりの三宝荒神像と不動像を安置する旧・本寂堂があったと伝わる。現在の木造三宝荒神像は室町時代のもので開山堂に安置されている。
- 宝篋印塔 - 本堂裏の墓地に足利貞氏の墓と伝える明徳三年（1392年）銘の宝篋印塔がある。基台の銘文により、罪障消滅・後生善根を願う逆修塔とされる。
- 石窯ガーデンテラス - 境内に隣接し、イングリッシュガーデンのあるレストランとして2000年に開業。神仏分離令で鎌倉の寺でも次々と廃寺となり、跡地は富裕層向けの別荘などとして分譲されたが、 ここに建つ洋館は、1922年（大正11年）に貴族院議員であった犬塚勝太郎氏の自宅としてドイツ人建築家によって建てられたものであり、現在、浄妙寺の所有となっている[5]。

境内は梅、つばき、ぼたん、サルスベリ、いちょう、紅葉などの名所として知られ、国の史跡に指定されている。また、神奈川県の歴史的風土特別保存地区に指定されている。

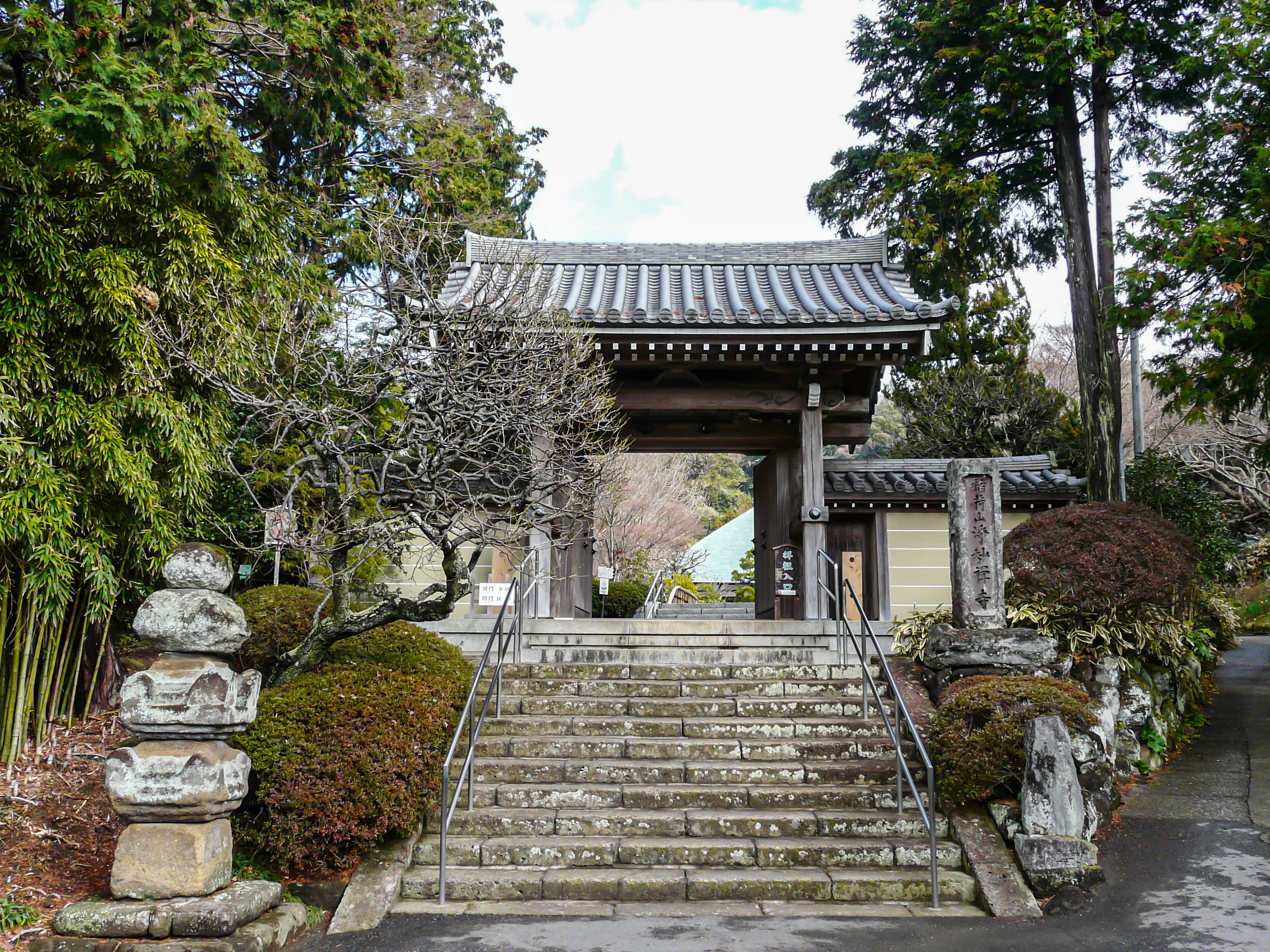
山門
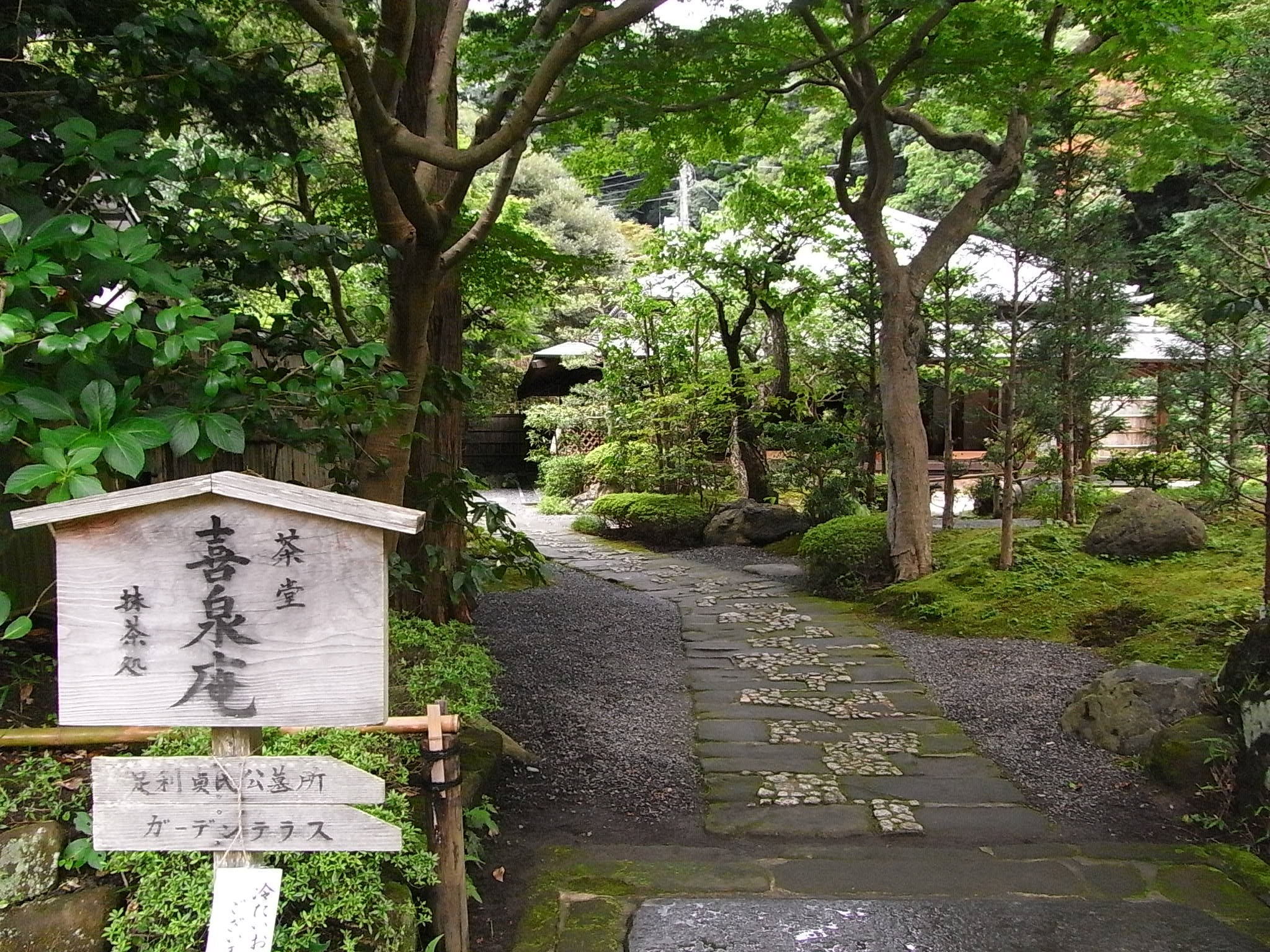
茶室（2009年8月4日撮影）
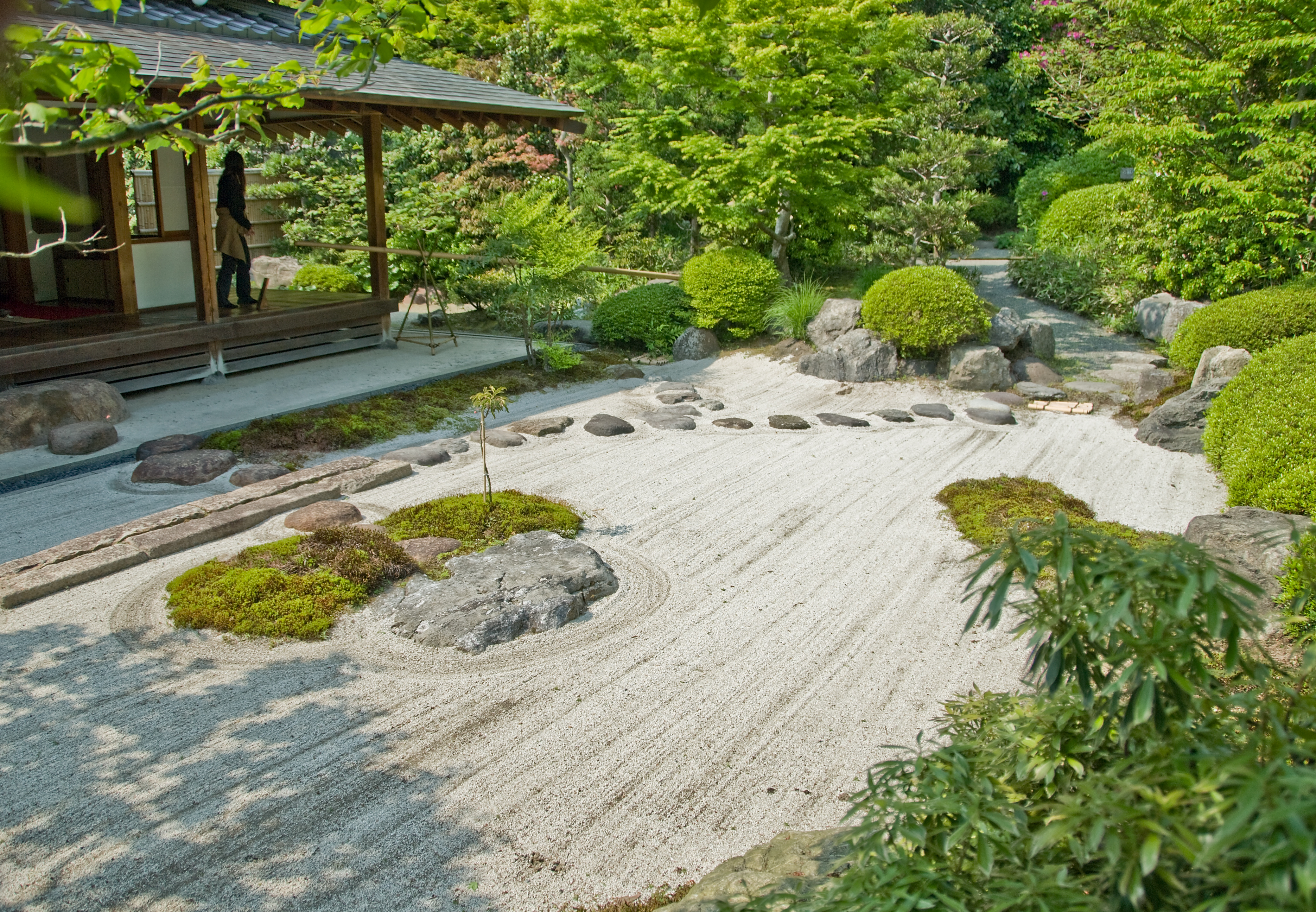
枯山水の庭園
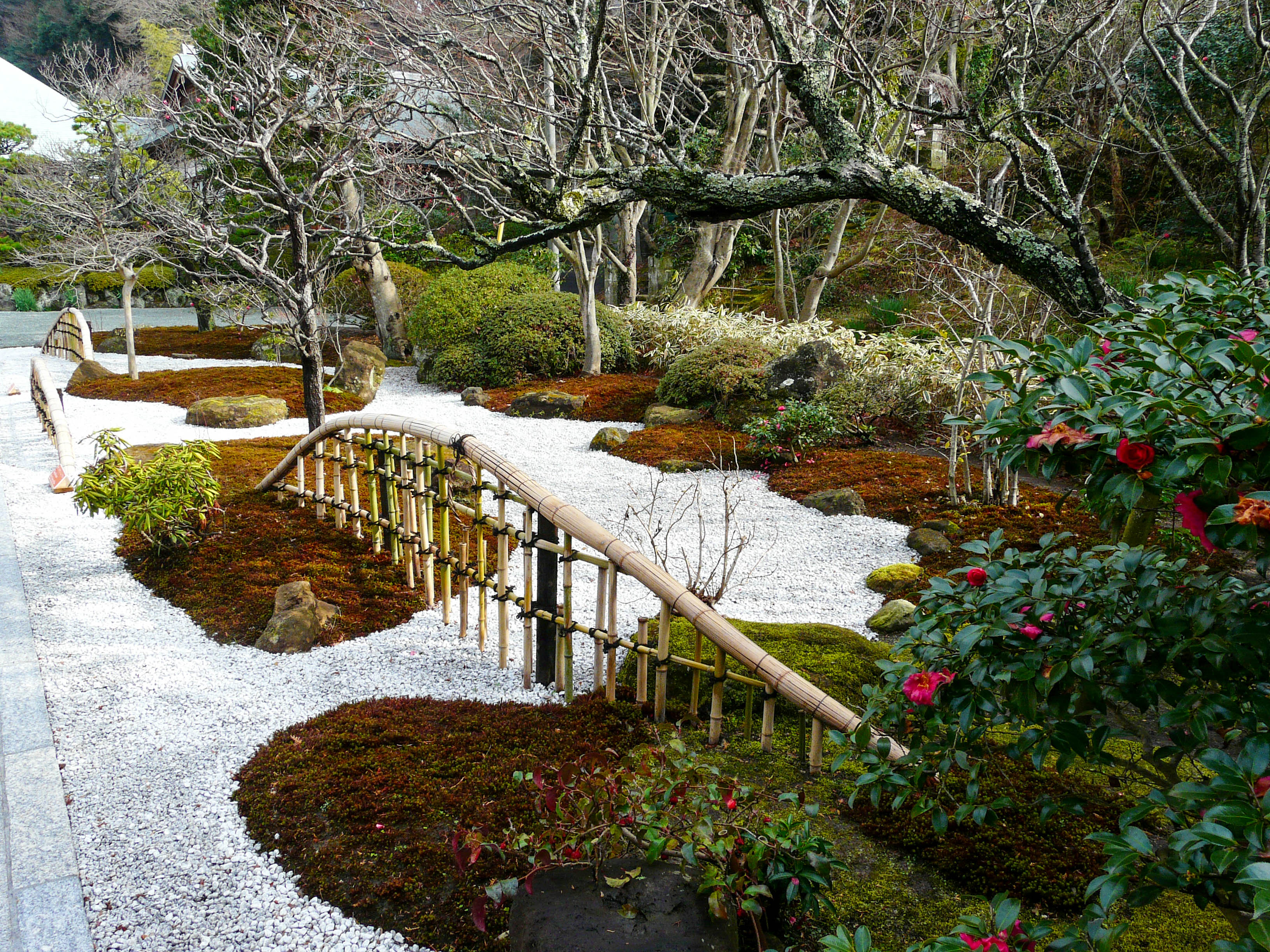
境内参道脇庭園
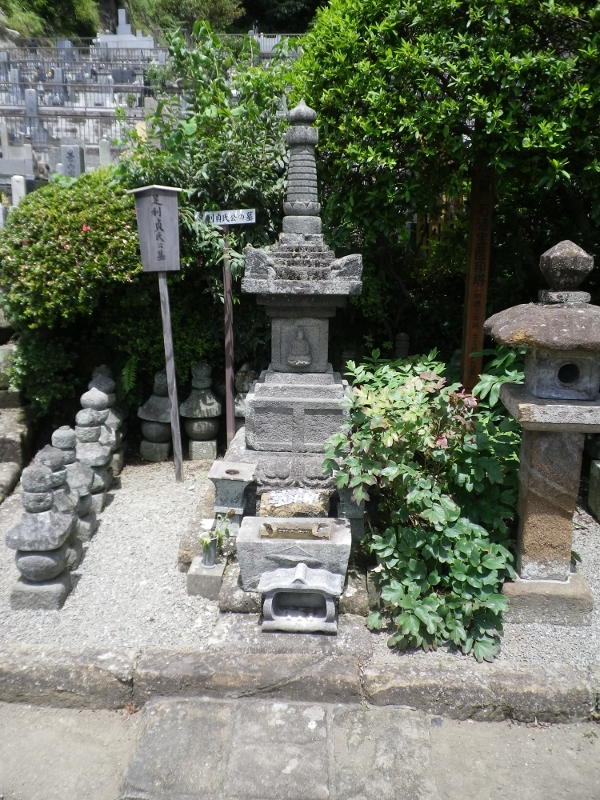
足利貞氏墓塔
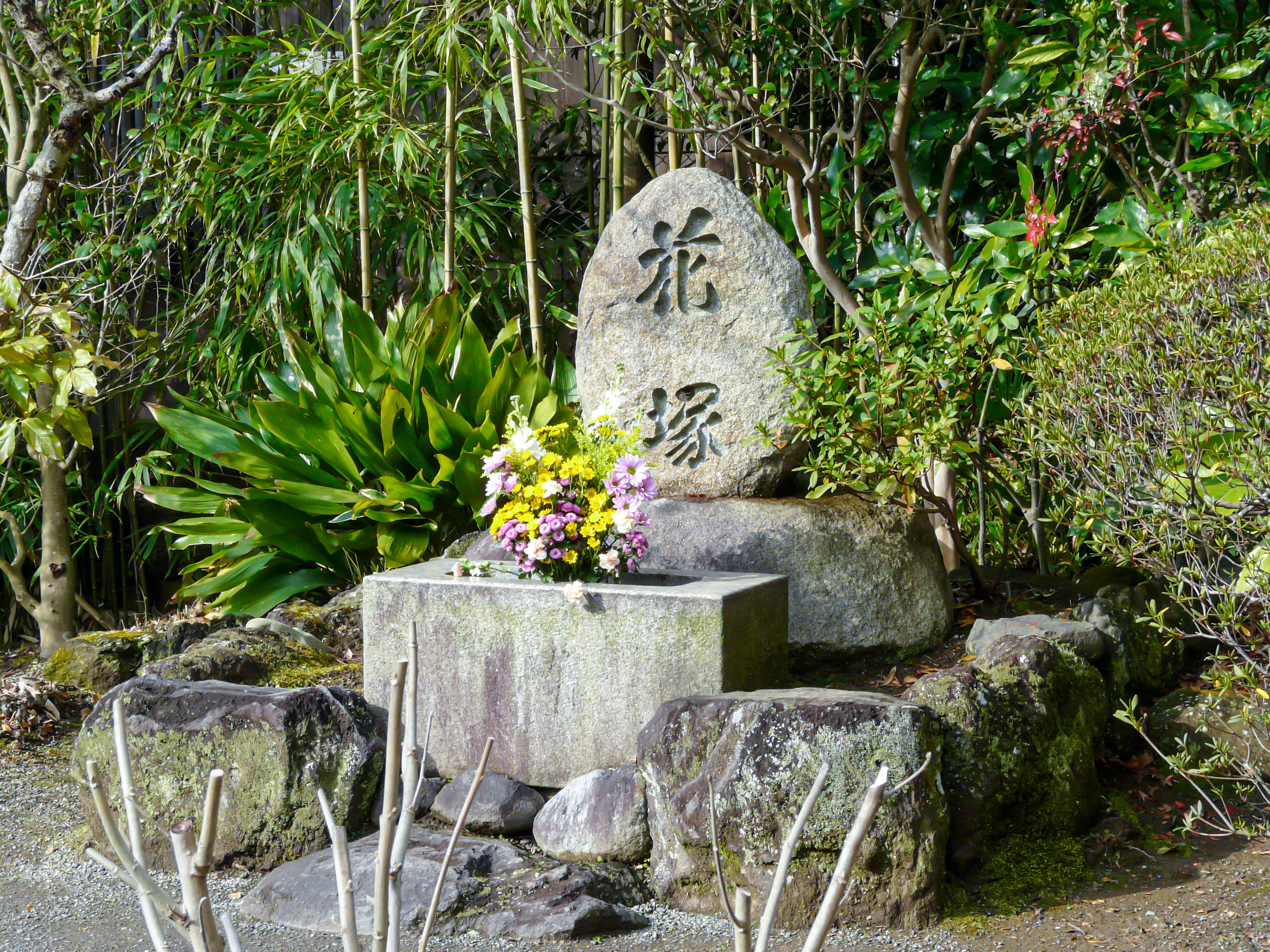
花塚

## 周辺
- 室町時代には浄妙寺の東側に足利公方屋敷が構えられ、足利尊氏やその子孫が居住していた。
- 境内に隣接して大休寺跡と延福寺跡がある。大休寺は足利直義（尊氏の弟）の菩提所、延福寺は足利高義（尊氏の異母兄）が母の追善のために建てた寺である。寺の西側の熊野神社付近が大休寺跡、裏山のカフェレストラン付近が延福寺跡である。
- 原節子の主演映画「山の音」（原作川端康成）には近くの「稲荷小路」や「報国寺」なども出てくる。

## 文化財

### 国指定

#### 重要文化財
- 木造退耕禅師坐像 - 指定年月日：1942年（昭和17年）12月22日[7] - 退耕行勇唯一の肖像で、寄木造。鎌倉時代の頂相彫刻の優品。像高66cm。切れ長の目、頬骨が突き出た容貌は個性的であるが、衣の彫刻は定型化し、腕や足の存在感は希薄で、行勇没後十数年後に現在は失われた紙形か肖像画を元に制作されたと推測される[8]。

#### 史跡
- 浄妙寺境内 - 指定年月日：1966年（昭和41年）11月2日。社寺の跡、又は旧境内その他祭祀信仰に関する遺跡として史跡に指定されている[9]。

### 神奈川県指定文化財
- 木造阿弥陀如来立像 - 指定年月日：2001年（平成13年）2月13日 - 鎌倉地域の彫刻成立期の像でヒノキ材の割矧ぎ造。玉眼が嵌入された金泥塗り仕上げの三尺阿弥陀像[10]。鎌倉国宝館寄託[4]。

### 鎌倉市指定文化財

#### 建造物
- 石造宝篋印塔（明徳三年銘・伝足利貞氏墓） - 指定年月日：1966年（昭41年）7月12日 - 足利貞氏の墓と伝わる[11]。

#### 彫刻
- 木造荒神立像 - 指定年月日：1986年（昭和61年）10月11日[12]。室町時代作の三宝荒神立像[4]。
- 木造釈迦如来坐像 - 指定年月日：2002年（平成14年）11月15日[13]。

#### 絵画
- 紙本淡彩地蔵菩薩像 - 指定年月日： 1972年（昭和47年）12月12日[14]。

#### 書跡
- 紙本墨画浄妙寺文書：3巻（９通） - 指定年月日：1971年（昭和46年）９月11日[15]

### その他寺宝
- 木造藤原鎌足像 - 江戸時代作。参拝者配布の寺略記には、『鎌埋稲荷明神縁起』によると「鎌倉」の地名はこの像に由来すると書かれているが[4]、境内設置の案内板には鎌足稲荷神社が由来と書かれている[16]。
- 木造淡島大明神像 - 江戸時代作。当時の塔頭の直心庵に安置されていた像で、婦人病に霊験あるとされている神[4]。
- 木造伽藍神倚像 - 1731年（亨保16年）作[4]。
- 木造達磨大師坐像 - 1731年（亨保16年）作[4]。
- 紙本墨画浄妙寺境内図 - 江戸後期の想像図とされる。外門、惣門、三門、仏殿、法堂、方丈、禅堂、経堂、鐘楼などが描かれている。
- 金銅燈籠  1対 - 文政11年（1828年）作[4]。
- 青磁香炉 - 鎌倉国宝館寄託[4]。

## 所在地・アクセス
- 鎌倉市浄明寺3丁目8番31号
- 鎌倉駅から京急バス金沢八景、太刀洗方面行きに乗車し「浄明寺」で下車。徒歩数分。
- 拝観は有料。仏像の拝観は要予約。

## 関連文献
- 「山之内庄 浄明寺村 浄明寺」『大日本地誌大系』 第40巻新編相模国風土記稿5巻之94村里部鎌倉郡巻之26、雄山閣、1932年8月、14-17頁。NDLJP:1179240/14。